# 筑邦銀行
株式会社筑邦銀行（ちくほうぎんこう）は、福岡県久留米市に本店を置く地方銀行である。

## 概要
いわゆる戦後地銀の一つであり、富山銀行の次に規模が小さい地方銀行である。福岡県外の店舗は佐賀県鳥栖市、大分県日田市、東京都に設置されている。
福岡銀行の前身の1つに筑邦銀と同じ行名の銀行が設立されているが、関連性はない。
ATMでは、「九州ATMネットワーク」により、福岡銀行・佐賀銀行・十八親和銀行（旧十八銀行・旧親和銀行）・肥後銀行・大分銀行・宮崎銀行・鹿児島銀行・西日本シティ銀行のカードによる出金については自行扱いとなる。また、2010年（平成22年）12月20日よりセブン銀行とATM利用提携を開始した。そして2016年（平成28年）1月18日より全国銀行協会正会員銀行で唯一未提携だったゆうちょ銀行とのATM利用提携を開始した。

## 沿革
- 1952年（昭和27年）12月23日 - 株式会社筑邦銀行設立。
- 1953年（昭和28年）2月 - 創業。
- 1967年（昭和42年）11月 - 福岡支店ビル竣工。
- 1974年（昭和49年）1月 - 東京事務所開設。
- 1977年（昭和52年）12月 - 総合オンラインシステム稼働。
- 1985年（昭和60年）11月 - 新オンラインシステム稼働。
- 1987年（昭和62年）10月1日 - 福岡証券取引所に株式上場。
- 1989年（平成元年）9月 - 本店を久留米市諏訪野町に新築移転。
- 2000年（平成12年）5月 - 新システムセンターの稼働。
- 2010年（平成22年）
  - 1月 - 新勘定系システム(BankVision)稼働[4][5]。
  - 12月 - セブン銀行とATM利用提携。
- 2013年（平成25年）3月8日 - 東京支店を新規開設。従来の東京事務所は、同店内に併設される。
- 2016年（平成28年）1月18日 - ゆうちょ銀行とATM利用提携開始。
- 2017年（平成29年）7月14日 - この日から磁気の影響を受けにくい新しい通帳（Hi-Co通帳）を取扱開始した[6]。
- 2020年（令和2年）1月17日 - SBIホールディングスとの資本業務提携を発表。SBIホールディングスより出資受入[7]。

## 関連会社
- 筑銀ビジネスサービス株式会社
- ちくぎんリース株式会社
- 株式会社ちくぎん地域経済研究所
- 筑邦信用保証株式会社

## 参考資料
- 第90期 有価証券報告書(EDINET - 閲覧)
- 会社四季報2014年３集夏号　第426号(東洋経済新報社)